# فهرست کشورها بر پایه جمعیت سال ۱۹۰۷
| رتبه | کشور/مستعمره                                                          | جمعیت ۱۹۰۷              |
| ---- | --------------------------------------------------------------------- | ----------------------- |
| -    | جهان                                                                  | ۱٬۷۰۰٬۰۰۰٬۰۰۰           |
|      | امپراتوری بریتانیا                                                    | ۳۷۱٬۴۶۳٬۵۰۰–۴۲۲٬۳۴۱٬۵۰۰ |
| ۱    | دودمان چینگ                                                           | ۳۰۰٬۰۰۰٬۰۰۰–۴۰۰٬۰۰۰٬۰۰۰ |
| ۲    | راج بریتانیا (Britain)                                                | ۲۶۳٬۵۳۹٬۰۰۰–۳۱۴٬۴۱۷٬۰۰۰ |
| ۳    | امپراتوری روسیه                                                       | ۱۵۱٬۰۱۰٬۰۰۰             |
| ۴    | ایالات متحده آمریکا                                                   | ۱۰۴٬۸۸۰٬۰۰۰             |
| ۵    | امپراتوری آلمان                                                       | ۶۷٬۰۰۰٬۰۰۰              |
|      | امپراطوری هلند                                                        | ۵۱٬۲۴۶٬۰۰۰              |
| ۶    | اتریش-مجارستان                                                        | ۵۰٬۰۰۰٬۰۰۰              |
| ۷    | هند شرقی هلند (Netherlands)                                           | ۴۵٬۵۰۰٬۰۰۰              |
| ۸    | امپراتوری ژاپن                                                        | ۴۲٬۰۰۰٬۰۰۰              |
| ۹    | پادشاهی متحد بریتانیای کبیر و ایرلند                                  | ۳۹٬۷۰۰٬۰۰۰              |
| ۱۰   | France                                                                | ۳۸٬۳۴۳٬۰۰۰              |
| ۱۱   | پادشاهی ایتالیا                                                       | ۳۴٬۶۴۰٬۷۰۰              |
| ۱۲   | امپراتوری عثمانی                                                      | ۳۰٬۸۶۰٬۰۰۰              |
| -    | اوکراین (Russian an Empire and Austria-Hungary)                       | ۲۸٬۳۵۰٬۰۰۰              |
| ۱۳   | برزیل                                                                 | ۲۰٬۷۵۰٬۰۰۰              |
| ۱۴   | Spain                                                                 | ۲۰٬۷۵۰٬۰۰۰              |
| ۱۵   | Poland (Russia)                                                       | ۱۷٬۱۳۸٬۷۰۰              |
| ۱۶   | Bohemia (Austria-Hungary)                                             | ۱۲٬۸۲۵٬۰۰۰              |
|      | امپراتوری پرتغال                                                      | ۱۲٬۴۳۴٬۰۰۰              |
| ۱۷   | مکزیک                                                                 | ۱۲٬۰۵۰٬۰۰۰              |
| ۱۸   | امپراتوری کره                                                         | ۱۲٬۰۰۰٬۰۰۰              |
| ۱۹   | میانمار (British India)                                               | ۹٬۶۰۶٬۰۰۰               |
| ۲۰   | Northern Nigeria (UK)                                                 | ۸٬۵۰۰٬۰۰۰               |
| ۲۱   | مصر (UK)                                                              | ۸٬۰۰۰٬۰۰۰               |
| ۲۲   | فیلیپین (United States)                                               | ۸٬۰۰۰٬۰۰۰               |
| ۲۳   | Southern Nigeria (UK)                                                 | ۷٬۵۰۰٬۰۰۰               |
| ۲۴   | تایلند                                                                | ۷٬۲۰۰٬۰۰۰               |
| ۲۵   | Persia                                                                | ۷٬۰۰۰٬۰۰۰               |
| ۲۷   | پادشاهی رومانی                                                        | ۶٬۶۳۰٬۰۰۰               |
| ۲۸   | بلژیک                                                                 | ۶٬۱۳۶٬۰۰۰               |
| ۲۹   | Annam (France)                                                        | ۶٬۰۰۰٬۰۰۰               |
| ۳۰   | Tongking (France)                                                     | ۶٬۰۰۰٬۰۰۰               |
| ۳۱   | آرژانتین                                                              | ۵٬۸۰۰٬۰۰۰               |
| ۳۲   | Portugal                                                              | ۵٬۷۵۸٬۰۰۰               |
| ۳۳   | هلند                                                                  | ۵٬۶۱۶٬۰۰۰               |
| ۳۴   | کانادا                                                                | ۵٬۵۰۰٬۰۰۰               |
| ۳۵   | سوئد                                                                  | ۵٬۳۷۷٬۷۱۳               |
| ۳۶   | افغانستان                                                             | ۵٬۰۰۰٬۰۰۰               |
| ۳۷   | Anglo-Egyptian Sudan (UK and Egypt)                                   | ۴٬۸۰۰٬۰۰۰               |
| ۳۸   | نپال                                                                  | ۴٬۷۸۹٬۰۰۰               |
| ۳۹   | کلمبیا                                                                | ۴٬۶۰۴٬۰۰۰               |
| ۴۰   | شیلی                                                                  | ۴٬۴۰۹٬۰۰۰               |
| ۴۰   | ایرلند (UK)                                                           | ۴٬۳۹۰٬۰۰۰               |
| ۴۱   | Arabia (mainly includes (حجاز، نجد، Hadramaut and یمن)                | ۴٬۲۱۸٬۰۰۰               |
| ۴۲   | مراکش (France)                                                        | ۴٬۱۶۲٬۰۰۰               |
| ۴۳   | Abyssinia                                                             | ۴٬۰۰۰٬۰۰۰               |
| ۴۴   | Algeria (France)                                                      | ۴٬۰۰۰٬۰۰۰               |
| ۴۵   | استرالیا                                                              | ۴٬۰۰۰٬۰۰۰               |
| ۴۶   | قلمرو سیلان (UK)                                                      | ۳٬۷۰۰٬۰۰۰               |
| ۴۷   | پرو                                                                   | ۳٬۷۰۰٬۰۰۰               |
| ۴۸   | سوئیس                                                                 | ۳٬۵۲۵٬۳۰۰               |
| ۴۹   | کامرون (Germany)                                                      | ۳٬۵۰۰٬۰۰۰               |
| ۵۰   | Formosa (Japan)                                                       | ۳٬۵۰۰٬۰۰۰               |
| ۵۱   | آفریقای خاوری آلمان (Germany)                                         | ۳٬۵۰۰٬۰۰۰               |
| ۵۲   | کوچین چین (France)                                                    | ۳٬۲۰۰٬۰۰۰               |
| ۵۳   | پادشاهی بلغارستان                                                     | ۳٬۱۵۴٬۰۰۰               |
| ۵۴   | شیلی                                                                  | ۲٬۸۶۷٬۰۰۰               |
| ۵۵   | Greece                                                                | ۲٬۸۰۰٬۰۰۰               |
| ۵۶   | French Sudan (France)                                                 | ۲٬۸۰۰٬۰۰۰               |
| ۵۷   | ساحل طلا (UK)                                                         | ۲٬۸۰۰٬۰۰۰               |
| ۵۸   | ونزوئلا                                                               | ۲٬۷۴۱٬۰۰۰               |
| ۵۹   | ماداگاسکار (France)                                                   | ۲٬۷۰۶٬۷۰۰               |
| ۶۰   | رواندا-اوروندی (Germany)                                              | ۲٬۷۰۰٬۰۰۰               |
| ۶۱   | پادشاهی صربستان                                                       | ۲٬۶۵۰٬۰۰۰               |
| ۶۲   | پرتغالی‌های موزامبیک (Portugal)                                        | ۲٬۶۰۰٬۰۰۰               |
| ۶۳   | [[File:\|22x20px\|border \|alt=\|link=]] دوک‌نشین بزرگ فنلاند (Russia) | ۲٬۴۳۱٬۰۰۰               |
| ۶۴   | آنگولای پرتغال (Portugal)                                             | ۲٬۴۰۰٬۰۰۰               |
| ۶۵   | Upper Volta (France)                                                  | ۲٬۳۷۵٬۰۰۰               |
| ۶۶   | نروژ                                                                  | ۲٬۳۲۴٬۸۰۰               |
| ۶۷   | Croatia-Slavonia (Austria-Hungary)                                    | ۲٬۲۰۱٬۰۰۰               |
| ۶۸   | دانمارک                                                               | ۲٬۱۸۲٬۰۰۰               |
| ۶۹   | تونس (France)                                                         | ۱٬۸۹۰٬۰۰۰               |
| ۷۰   | اوگاندا (UK)                                                          | ۱٬۸۰۰٬۰۰۰               |
| ۷۱   | کنیا (UK)                                                             | ۱٬۷۰۰٬۰۰۰               |
| ۷۲   | French Guinea (France)                                                | ۱٬۶۰۰٬۰۰۰               |
| ۷۳   | نیجر (France)                                                         | ۱٬۵۷۰٬۰۰۰               |
| ۷۴   | تاریخ آفریقای جنوبی (UK)                                              | ۲٬۵۰۰٬۰۰۰               |
| ۷۵   | کامبوج (France)                                                       | ۱٬۵۰۰٬۰۰۰               |
| ۷۶   | کوبا                                                                  | ۱٬۵۰۰٬۰۰۰               |
| ۷۷   | بولیوی                                                                | ۱٬۵۰۰٬۰۰۰               |
| ۷۸   | Transvaal Colony (UK)                                                 | ۱٬۴۰۰٬۰۰۰               |
| ۷۹   | اکوادور                                                               | ۱٬۲۷۱٬۰۰۰               |
| ۸۰   | بخارا (Russia)                                                        | ۱٬۲۵۰٬۰۰۰               |
| ۸۱   | سنگال (France)                                                        | ۱٬۲۳۰٬۰۰۰               |
| ۸۲   | بوسنی و هرزگوین (Austria-Hungary)                                     | ۱٬۲۰۰٬۰۰۰               |
| ۸۳   | مستعمره ناتال (UK)                                                    | ۱٬۲۰۰٬۰۰۰               |
| ۸۴   | السالوادور                                                            | ۱٬۱۱۶٬۳۰۰               |
| ۸۵   | پورتوریکو (United States)                                             | ۱٬۱۰۰٬۰۰۰               |
| ۸۶   | گواتمالا                                                              | ۱٬۰۴۶٬۰۰۰               |
| ۸۷   | اروگوئه                                                               | ۱٬۰۲۶٬۰۰۰               |
| ۸۸   | سیرالئون (UK) (including protectorate)                                | ۱٬۰۰۰٬۰۰۰               |
| ۸۹   | طرابلس (لیبی) (Ottoman Empire)                                        | ۱٬۰۰۰٬۰۰۰               |
| ۹۰   | نیوزیلند                                                              | ۹۶۷٬۰۰۰                 |
| ۹۱   | ساحل عاج (France)                                                     | ۹۵۰٬۰۰۰                 |
| ۹۱   | توگو (مستعمره آلمانی) (Germany)                                       | ۹۲۰٬۰۰۰                 |
| ۹۲   | Federated Malay States (UK)                                           | ۹۰۰٬۰۰۰                 |
| ۹۳   | Nyasaland (UK)                                                        | ۸۵۰٬۰۰۰                 |
| ۹۴   | جامائیکا (UK)                                                         | ۸۲۰٬۰۰۰                 |
| ۹۵   | چاد (France)                                                          | ۸۱۰٬۰۰۰                 |
| ۹۶   | رودزیای شمالی (UK)                                                    | ۷۷۰٬۰۰۰                 |
| ۹۷   | رودزیای جنوبی (UK)                                                    | ۷۳۴٬۰۰۰                 |
| ۹۸   | پاراگوئه                                                              | ۷۱۵٬۰۰۰                 |
| ۹۹   | لیبریا                                                                | ۶۶۴٬۰۰۰                 |
| ۱۰۰  | اوبانگی-شاری (France)                                                 | ۶۳۰٬۰۰۰                 |
| ۱۰۱  | جمهوری دومینیکن                                                       | ۶۱۰٬۰۰۰                 |
| ۱۰۲  | داهومی (France)                                                       | ۵۷۰٬۰۰۰                 |
| ۱۰۳  | تنگه اسکان (UK)                                                       | ۵۵۰٬۰۰۰                 |
| ۱۰۴  | لائوس (France)                                                        | ۵۵۰٬۰۰۰                 |
| ۱۰۵  | Mauretania (France)                                                   | ۵۴۰٬۰۰۰                 |
| ۱۰۶  | نیکاراگوئه                                                            | ۵۱۵٬۰۰۰                 |
| ۱۰۷  | هندوراس                                                               | ۵۰۵٬۰۰۰                 |
| ۱۰۸  | مسقط و عمان                                                           | ۵۰۰٬۰۰۰                 |
| ۱۰۹  | ساراواک                                                               | ۵۰۰٬۰۰۰                 |
| ۱۱۰  | Portuguese India (Portugal)                                           | ۴۷۵٬۰۰۰                 |
| ۱۱۱  | Italian Somaliland (Italy)                                            | ۴۰۰٬۰۰۰                 |
| ۱۱۲  | خیوه (Russia)                                                         | ۴۰۰٬۰۰۰                 |
| ۱۱۳  | مستعمره رود اورنج (earlier called Orange Free State) (UK)             | ۴۰۰٬۰۰۰                 |
| ۱۱۴  | Territory of Papua (UK, de facto Australia)                           | ۴۰۰٬۰۰۰                 |
| ۱۱۵  | Basutoland (UK)                                                       | ۳۸۳٬۰۰۰                 |
| ۱۱۶  | موریس (UK)                                                            | ۳۷۵٬۰۰۰                 |
| ۱۱۷  | جزایر قناری (Spain)                                                   | ۳۶۰٬۰۰۰                 |
| ۱۱۸  | کاستاریکا                                                             | ۳۴۱٬۶۰۰                 |
| ۱۱۹  | هنگ کنگ (UK)                                                          | ۳۲۵٬۰۰۰                 |
| ۱۲۰  | مونته نگرو                                                            | ۳۲۰٬۰۰۰                 |
| ۱۲۱  | ترینیداد و توباگو (UK)                                                | ۳۲۰٬۰۰۰                 |
| ۱۲۲  | پاناما                                                                | ۳۱۸٬۰۰۰                 |
| ۱۲۳  | Crete                                                                 | ۳۱۰٬۰۰۰                 |
| ۱۲۴  | بورنئو شمالی (UK)                                                     | ۳۰۰٬۰۰۰                 |
| ۱۲۵  | گویان بریتانیا (UK)                                                   | ۳۰۰٬۰۰۰                 |
| ۱۲۶  | [[File:\|22x20px\|border \|alt=\|link=]] British Somaliland (UK)      | ۳۰۰٬۰۰۰                 |
| ۱۲۷  | Portuguese Timor (Portugal)                                           | ۳۰۰٬۰۰۰                 |
| ۱۲۸  | بوتان (کشور)                                                          | ۲۸۰٬۰۰۰                 |
| ۱۲۹  | هند فرانسوی (France)                                                  | ۲۸۰٬۰۰۰                 |
| ۱۳۰  | کنگوی فرانسوی (also called کنگوی فرانسوی) (France)                    | ۲۸۰٬۰۰۰                 |
| ۱۳۱  | آزور (Portugal)                                                       | ۲۶۰٬۰۰۰                 |
| ۱۳۲  | لوکزامبورگ                                                            | ۲۵۲٬۰۰۰                 |
| ۱۳۳  | زنگبار (UK and Oman)                                                  | ۲۵۰٬۰۰۰                 |
| ۱۳۴  | قبرس (UK)                                                             | ۲۴۰٬۰۰۰                 |
| ۱۳۵  | دومینیون نیوفاندلند                                                   | ۲۳۰٬۰۰۰                 |
| ۱۳۶  | گابن (France)                                                         | ۲۴۰٬۰۰۰                 |
| ۱۳۷  | اریتره (Italy)                                                        | ۲۲۰٬۰۰۰                 |
| ۱۳۸  | آفریقای جنوب باختری آلمان (Germany)                                   | ۲۱۰٬۰۰۰                 |
| ۱۴۰  | گینه پرتغالی (Portugal)                                               | ۲۰۰٬۰۰۰                 |
| ۱۴۱  | مالت (UK)                                                             | ۱۹۵٬۰۰۰                 |
| ۱۴۲  | جزیره گوادلوپ (France)                                                | ۱۹۰٬۰۰۰                 |
| ۱۴۳  | گینه نو آلمان (Germany)                                               | ۱۸۸٬۰۰۰                 |
| ۱۴۴  | Kwang-Chou-Wan (France)                                               | ۱۸۵٬۰۰۰                 |
| ۱۴۵  | مارتینیک (France)                                                     | ۱۸۵٬۰۰۰                 |
| ۱۴۶  | باربادوس (UK)                                                         | ۱۸۲٬۰۰۰                 |
| ۱۴۷  | رئونیون (France)                                                      | ۱۷۸٬۰۰۰                 |
| ۱۴۸  | گامبیا (UK)                                                           | ۱۶۵٬۰۰۰                 |
| ۱۴۹  | مادیرا (Portugal)                                                     | ۱۶۰٬۰۰۰                 |
| ۱۵۰  | هاوایی (United States)                                                | ۱۵۴٬۰۰۰                 |
| ۱۵۱  | گینه اسپانیایی (or Rio Muni) (Spain)                                  | ۱۵۰٬۰۰۰                 |
| ۱۵۲  | کیپ ورد (Portugal)                                                    | ۱۴۰٬۰۰۰                 |
| ۱۵۳  | British Solomon Islands (UK)                                          | ۱۳۵٬۰۰۰                 |
| ۱۵۴  | فیجی (UK)                                                             | ۱۲۵٬۰۰۰                 |
| ۱۵۵  | مجمع‌الجزایر قمر (France)                                              | ۱۱۲٬۰۰۰                 |
| ۱۵۶  | تحت‌الحمایگی بچوانلند (UK)                                             | ۹۰٬۰۰۰                  |
| ۱۵۷  | سوازیلند (UK)                                                         | ۹۰٬۰۰۰                  |
| ۱۵۸  | Dutch Guiana (Netherlands)                                            | ۸۶٬۰۰۰                  |
| ۱۵۹  | ایسلند (Denmark)                                                      | ۸۲٬۰۰۰                  |
| ۱۶۰  | ماکائو (Portugal)                                                     | ۸۰٬۰۰۰                  |
| ۱۶۱  | بحرین (UK)                                                            | ۷۰٬۰۰۰                  |
| ۱۶۲  | گرنادا (UK)                                                           | ۷۰٬۰۰۰                  |
| ۱۶۳  | ساحل دزدان (UK)                                                       | ۷۰٬۰۰۰                  |
| ۱۶۴  | سائوتومه و پرینسیپ (Portugal)                                         | ۶۱٬۰۰۰                  |
| ۱۶۵  | Kiaochow (Germany)                                                    | ۶۰٬۰۰۰                  |
| ۱۶۶  | سیکیم (British India)                                                 | ۶۰٬۰۰۰                  |
| ۱۶۷  | جزیره من (UK)                                                         | ۵۷٬۰۰۰                  |
| ۱۶۸  | مالدیو (UK)                                                           | ۵۶٬۰۰۰                  |
| ۱۶۹  | باهاما (UK)                                                           | ۵۵٬۰۰۰                  |
| ۱۷۰  | جرزی (UK)                                                             | ۵۴٬۰۰۰                  |
| ۱۷۱  | کالدونیای جدید (France)                                               | ۵۴٬۰۰۰                  |
| ۱۷۲  | French Somaliland (France)                                            | ۵۰٬۰۰۰                  |
| ۱۷۳  | German Solomon Islands (Germany)                                      | ۵۰٬۰۰۰                  |
| ۱۷۴  | and New Hebrides (shared between UK and France)                       | ۵۰٬۰۰۰                  |
| ۱۷۵  | سنت لوسیا (UK)                                                        | ۵۰٬۰۰۰                  |
| ۱۷۶  | سنت وینسنت و گرنادین‌ها (UK)                                           | ۴۹٬۰۰۰                  |
| ۱۷۷  | Aden Protectorate (UK)                                                | ۴۵٬۰۰۰                  |
| ۱۷۸  | آنتیل هلند (Netherlands)                                              | ۴۴٬۰۰۰                  |
| ۱۷۹  | هندوراس بریتانیا (UK)                                                 | ۴۵٬۰۰۰                  |
| ۱۸۰  | سنت کیتس (with نویس (جزیره)) (UK)                                     | ۴۵٬۰۰۰                  |
| ۱۸۱  | گرنزی (UK)                                                            | ۴۲٬۰۰۰                  |
| ۱۸۲  | کویت (UK)                                                             | ۴۰٬۰۰۰                  |
| ۱۸۳  | وادی الذهب (Spain)                                                    | ۴۰٬۰۰۰                  |
| ۱۸۴  | ساموآی آلمان                                                          | ۳۷٬۰۰۰                  |
| ۱۸۵  | جزایر کارولین (Germany)                                               | ۳۶٬۰۰۰                  |
| ۱۸۶  | آنتیگوا (with بارابودا and Redonda) (UK)                              | ۳۵٬۰۰۰                  |
| ۱۸۷  | دومینیکا (UK)                                                         | ۳۲٬۰۰۰                  |
| ۱۸۸  | جزایر گیلبرت (UK)                                                     | ۳۰٬۰۰۰                  |
| ۱۸۹  | پلی‌نزی فرانسه (France)                                                | ۳۰٬۰۰۰                  |
| ۱۹۰  | جبل طارق (UK)                                                         | ۲۹٬۰۰۰                  |
| ۱۹۱  | Danish Virgin Islands (Denmark)                                       | ۲۸٬۰۰۰                  |
| ۱۹۲  | Fernando Po (Spain)                                                   | ۲۵٬۰۰۰                  |
| ۱۹۳  | گویان فرانسه (France)                                                 | ۲۴٬۰۰۰                  |
| ۱۹۴  | برونئی (UK)                                                           | ۲۲٬۰۰۰                  |
| ۱۹۵  | Spanish Morocco (mainly سبته and ملیلیه) (Spain)                      | ۲۲٬۰۰۰                  |
| ۱۹۶  | سیشل (UK)                                                             | ۲۲٬۰۰۰                  |
| ۱۹۷  | تونگا (UK)                                                            | ۲۱٬۰۰۰                  |
| ۱۹۸  | برمودا (UK)                                                           | ۲۰٬۰۰۰                  |
| ۱۹۹  | جزایر فارو (Denmark)                                                  | ۱۷٬۰۰۰                  |
| ۲۰۰  | موناکو                                                                | ۱۹٬۰۰۰                  |
| ۲۰۱  | میکرونزی (Germany)                                                    | ۱۵٬۰۰۰                  |
| ۲۰۲  | Witu (UK)                                                             | ۱۵٬۰۰۰                  |
| ۲۰۳  | جزایر مارشال (Germany)                                                | ۱۵٬۰۰۰                  |
| ۲۰۴  | گرینلند (Denmark)                                                     | ۱۳٬۰۰۰                  |
| ۲۰۵  | گوآم (United States)                                                  | ۱۲٬۰۰۰                  |
| ۲۰۶  | مونتسرات (UK)                                                         | ۱۲٬۰۰۰                  |
| ۲۰۷  | قطر (UK)                                                              | ۱۱٬۰۰۰                  |
| ۲۰۸  | سان مارینو                                                            | ۱۱٬۰۰۰                  |
| ۲۰۹  | لیختن‌اشتاین                                                           | ۱۰٬۰۰۰                  |
| ۲۱۰  | آندورا                                                                | ۶٬۰۰۰                   |
| ۲۱۱  | جزایر کوک (UK)                                                        | ۶٬۰۰۰                   |
| ۲۱۲  | ساموآی آمریکا (United States)                                         | ۶٬۰۰۰                   |
| ۲۱۳  | والیس و فوتونا (France)                                               | ۶٬۰۰۰                   |
| ۲۱۴  | جزایر تورکس و کایکوس (UK)                                             | ۵٬۵۰۰                   |
| ۲۱۵  | جزایر ویرجین بریتانیا (UK)                                            | ۵٬۰۰۰                   |
| ۲۱۶  | جزایر کیمن (UK)                                                       | ۵٬۰۰۰                   |
| ۲۱۷  | سن پیر و میکلن (France)                                               | ۵٬۰۰۰                   |
| ۲۱۸  | آنگویلا (UK)                                                          | ۴٬۵۰۰                   |
| ۲۱۹  | سینت هلینا (UK)                                                       | ۴٬۵۰۰                   |
| ۲۲۰  | پالائو (Germany)                                                      | ۴٬۰۰۰                   |
| ۲۲۱  | نیووی (UK)                                                            | ۴٬۰۰۰                   |
| ۲۲۲  | Elobey, Annobón and Corisco (Spain)                                   | ۳٬۰۰۰                   |
| ۲۲۳  | Moresnet (Neutral territory)                                          | ۳٬۰۰۰                   |
| ۲۲۴  | جزایر ماریانا (Germany)                                               | ۲٬۵۰۰                   |
| ۲۲۵  | تووالو (UK)                                                           | ۲٬۴۰۰                   |
| ۲۲۶  | جزایر فالکلند (UK)                                                    | ۲٬۳۰۰                   |
| ۲۲۷  | نائورو (Germany)                                                      | ۱٬۵۰۰                   |
| ۲۲۸  | جزیره کریسمس (UK)                                                     | ۹۰۰                     |
| ۲۲۹  | واتیکان                                                               | ۷۰۰                     |
| ۲۳۰  | جزایر کوکوس (UK)                                                      | ۶۵۰                     |
| ۲۳۱  | توکلائو (UK)                                                          | ۵۰۰                     |
| ۲۳۲  | جزایر پیت‌کرن (UK)                                                     | ۱۷۰                     |
| ۲۳۳  | Goust                                                                 | ۱۵۰                     |
| ۲۳۴  | اسنشن (UK)                                                            | c. ۱۰۰–۲۰۰?             |
| ۲۳۵  | تریستان (UK)                                                          | ۹۵                      |
| ۲۳۶  | Tavolara                                                              | ۶۰                      |
| ۲۳۷  | جزایر فینیکس (UK)                                                     | ۶۰                      |